# Chiesa di San Marco Evangelista (Driolassa)
La chiesa di San Marco Evangelista è la parrocchiale di Driolassa, frazione di Rivignano Teor, in provincia ed arcidiocesi di Udine.

## Storia
Si sa che, all'inizio del XVII secolo, Driolassa era cappellania, probabilmente dipendente dalla parrocchiale di Teor. La parrocchia fu istituita alla fine di quel secolo, dopo che gli abitanti del paese avevano chiesta a gran voce l'erezione della stessa. L'attuale parrocchiale fu costruita nel 1750 e consacrata il 22 giugno 1765 dall'arcivescovo di Gorizia Carlo Michele d'Attems. Nel 1922 il campanile fu dotato di nuove campane, che vennero elettrificate tra il 1969 ed il 1970. Nel 1973 l'arcivescovo di Udine Alfredo Battisti dispose che la chiesa di Chiarmacis, già cappellania dipendente dalla pieve di Palazzolo dello Stella, entrasse a far parte della parrocchia di Driolassa.

## Interno
Opere di pregio conservate nella chiesa di Driolassa sono una croce astile trecentesca in rame dorato, una tazza d'argento per i battesimi risalente al 1706, un turibolo, una navicella e un cucchiaio d'argento del 1690 un quadro raffigurante la Madonna del Carmine, dipinto nel 1701, l'organo, costruito nel 1781 di Dacci da Venezia e, del 1805, una palma astile per la processione con la Madonna del Rosario. Inoltre, sono da ricordare anche un calice d'argento risalente al 1690 ed un ostensorio del 1698, trafugati dalla chiesa a fine agosto 1982.